# كريستيان حناء
كريستيان حناء (بالفرنسية: Christian Henna)‏ هو لاعب كرة قدم ومدرب كرة قدم فرنسي، ولد في 10 مارس 1972 في ميلوز في فرنسا. لعب مع نادي أوكسير ونادي ميلوز.

## وصلات خارجية
- كريستيان حناء على موقع رابطة كرة القدم الفرنسية للمحترفين (الإنجليزية)
- كريستيان حناء على موقع قاعدة بيانات كرة القدم.إي يو (الإنجليزية)